# Smely (1941)
El destructor Smely (en ruso: Смелый, lit. 'Valiante') fue uno de los dieciocho destructores de la clase Storozhevoy (oficialmente conocidos como Proyecto 7U) construidos para la Armada Soviética a finales de la década de 1930. Aunque comenzó la construcción como un destructor de la clase Gnevny, el Smely se completó en 1941 con el diseño modificado del Proyecto 7U y se asignó a la Flota del Báltico.
En junio de 1941, después del inicio de la invasión alemana a la Unión Soviética se dedicaba a realizar tareas de escolta. El 27 de junio de 1941, Mientras realizaba operaciones de colocación de minas en el Estrecho de Irbe, choco contra una mina. Después del fracaso de los intentos por salvarlo, fue hundido por un torpedo de un torpedero a motor que lo acompañaba. 

## Diseño y descripción
Originalmente construido como un buque de Clase Gnevny, el Surovy y sus buques gemelos se completaron con el diseño modificado del Proyecto 7U después de que Iósif Stalin, Secretario General del Partido Comunista de la Unión Soviética, ordenara que estos últimos se construyeran con las calderas dispuestas en escalón, en lugar de estar enlazadas como en los destructores de la clase Gnevny, de modo que el barco aún pudiera moverse con una o dos calderas desactivadas.
Al igual que los destructores de la Clase Gnevny, los destructores del Proyecto 7U tenían una eslora de 112,5 metros y una manga de 10,2 metros, pero tenían un calado reducido de 3,98 metros a plena carga. Los barcos tenían un ligero sobrepeso, desplazando 1727 toneladas con carga estándar y 2279 toneladas a plena carga.
La tripulación de la clase Storozhevoy ascendía a 207 marineros y oficiales en tiempo de paz, pero podía aumentar hasta los 271 en tiempo de guerra, ya que se necesitaba más personal para operar el equipo adicional. Cada buque tenía un par de turbinas de vapor con engranajes, cada una impulsando una hélice, diseñada para producir 54.000 C.V en el eje utilizando vapor de cuatro calderas de tubos de agua, que los diseñadores esperaban superaría los 37 nudos (69 km/h) de velocidad de los Project 7 porque había vapor adicional disponible. El propio Sposobny solo alcanzó los 36,8 nudos (68,2 km/h) durante sus pruebas de mar en 1943. Las variaciones en la capacidad de fueloil significaron que el alcance de los destructores de la clase Storozhevoy varió de 1380 a 2700 millas náuticas (2560 a 5000 km) a 19 nudos (35 km/h).
Los buques de la clase Storozhevoy montaban cuatro cañones B-13 de 130 milímetros en dos pares de monturas individuales superfuego a proa y popa de la superestructura. La defensa antiaérea corría a cargo de un par de cañones 34-K AA de 76,2 milímetros en monturas individuales y tres cañones AA 21 K de 45 milímetros, así como cuatro ametralladoras simples DK o DShK AA de 12,7 milímetros. Llevaban seis tubos lanzatorpedos de 533 mm en dos montajes triples giratorios en medio del barco. Los buques también podían transportar un máximo de 58 a 96 minas y 30 cargas de profundidad. Estaban equipados con un juego de hidrófonos Marte para la guerra antisubmarina, aunque estos eran inútiles a velocidades superiores a tres nudos (5,6 km/h).

## Historial de combate
El destructor Smely se construyó en el Astillero No. 190 (Zhdanov) en Leningrado el 26 de octubre de 1936 como un destructor clase Gnevny. En marzo de 1938, fue reconstruido como un destructor del Proyecto 7U y botado el 30 de abril de 1939. Completado el 31 de mayo de 1941, no se unió oficialmente a la Flota del Báltico hasta el 18 de junio, cuando se izó a bordo la insignia naval soviético. Como su buque gemelo el Surovy se unió a la Quinta División de Destructores de la Flota del Báltico.
Con el comienzo, el 22 de junio, de la Operación Barbarroja, la invasión alemana de la Unión Soviética, el Smely se trasladó a la base naval de Hanko, bajo ataque finlandés, para escoltar al transatlántico Iosif Stalin de regreso a Tallin. Al día siguiente, mientras se acercaba al estrecho de Suurupi, resultó levemente dañado por la explosión de una mina detonada por uno de sus paravanes. Entre el 1 y el 2 de julio, después de una semana de reparaciones, junto con sus buques gemelos los destructores Svirepy y Strashny, escoltó al acorazado Oktyabrskaya Revolutsiya desde Tallin a Kronstadt, antes de regresar a Tallin. Desde el 13 de julio, de nuevo con los destructores Svirepy y Strashny, operó en el archipiélago Moonsund y el Golfo de Riga, haciendo frente a repetidos ataques aéreos alemanes. El 23 de julio, mientras esquivaba otro ataque aéreo, sus hélices chocaron contra un banco de arena en la bahía de Kassar, que desalineó el eje izquierdo y redujo su velocidad a 14 nudos.
En la noche del 26 al 27 de julio, cubrió al minador Surop, al barco de guardia Buran y al dragaminas Fugas  en operaciones de colocación de minas en la parte sur del estrecho de Irbe. A las 02:49h del 27 de julio, el Smely golpeó una mina a estribor. La explosión rompió la quilla debajo de la superestructura delantera, dañó gravemente su proa, voló el castillo de proa y causó grandes inundaciones en la proa. Veinte tripulantes murieron por la explosión y treinta resultaron heridos. En quince minutos, la mayoría de los supervivientes fueron evacuados al Fugas, dejando un pequeño grupo de siete oficiales y diez marineros para tratar de remolcarlo. El Buran intentó sin éxito remolcarlo durante más de una hora y media, pero se frustró cuando la proa se hundió y aterrizó en el lecho marino. Los intentos de salvar el buque fueron abandonados cuando se avistaron varios periscopios y un avión de reconocimiento alemán, y el jefe de Estado Mayor del Destacamento de Fuerzas Ligeras, a bordo del Buran, ordenó el abandono del buque. El destructor fue torpedeado por el buque torpedero a motor TKA-73 y se hundió en apenas veinte minutos. Como no se habían colocado minas en el lugar del hundimiento, se pensó que fue torpedeado por un submarino alemán, aunque ninguno de estos últimos se encontraba en las inmediaciones en ese momento. Fuentes rusas recientes consideran que la mina proviene de las que dejaron caer los destructores Silny y Serdity el 6 de julio.
Posteriormente, su capitán fue degradado y enviado al frente por no «tomar medidas enérgicas» para salvar el barco. El destructor fue retirado oficialmente de las Listas de la Armada Soviética el 31 de agosto.